# خزردین
خزردین، روستایی از توابع بخش چنگ الماس شهرستان بیجارسنندج در استان کردستان ایران است.

## جمعیت
این روستا در دهستان خسروآباد قرار دارد و براساس سرشماری مرکز آمار ایران در سال ۱۳۸۵، جمعیت آن ۱۰۱ نفر (۲۲خانوار) بوده‌است.